# Phoroncidia alishanensis
Phoroncidia alishanensis là một loài nhện trong họ Theridiidae.
Loài này thuộc chi Phoroncidia. Phoroncidia alishanensis được Jun Chen miêu tả năm 1990.